# Karel Petr Adam
Karel Petr Adam, beim reichsdeutschen Film germanisiert zu Karl Peter Adam bzw. H. P. Adam (* 8. Dezember 1906 in Prag, Österreich-Ungarn; † 1977 in Caracas, Venezuela) war ein tschechoslowakischer Filmarchitekt beim heimischen und reichsdeutschen Film sowie ein Filmschauspieler.

## Leben und Wirken
Der Sohn des Bankangestellten Karel Adam (Jahrgang 1876) und seiner Frau Helena Jakoubková (Jahrgang 1881) ist seit den ausgehenden 1930er Jahren als Darsteller und Szenenbildner beim tschechoslowakischen Film nachzuweisen. Infolge der Zerschlagung und anschließenden Annexion der tschechischen Republik durch Hitler-Deutschland 1939 wurde Adam, nunmehr mit den germanisierten Vornamen „Karl Peter“, auch zu den Filmbauten für deutsche Produktionen, die in den Barrandov-Studios nahe Prag gedreht wurden, herangezogen. Dabei handelte es sich, wie auch bei dem den Kolonialisierungsgedanken fördernden Propagandafilm Carl Peters, um Bavaria-Produktionen, die aus Kapazitätsgründen nach Prag ausgelagert wurden. 
Seit 1944 erhielt Adam vom Kino keine Aufträge mehr. Infolge der Befreiung im darauffolgenden Jahr geriet der Prager nunmehr in den Ruch der Kollaboration mit dem Feind (Nazi-Deutschland) und fand auch keinen Anschluss mehr an die neu entstehende tschechische Filmproduktion. Infolge des kommunistischen Umsturzes 1948 flohen Adam und seine Ehefrau (seit 1938), Irena Stocka (Jahrgang 1913), in die Vereinigten Staaten. Später ließen sie sich in Venezuela nieder, wo Adam, von der Filmwelt vollkommen vergessen, in der dortigen Hauptstadt verstarb. 

## Filmografie
Als Filmarchitekt, wenn nicht anders angegeben
- 1937: Kein Wort von Liebe
- 1937: Kvočna (nur Schauspieler)
- 1938: Co se šeptá (nur Schauspieler)
- 1938: Humoreska
- 1938: Jiný vzduch
- 1938: Svatební cesta
- 1939: Cesta do hlubin študákovy duše
- 1939: Humoreska
- 1940: Fahrt ins Leben
- 1940: Adam a Eva
- 1940: Pacientka Dr. Hegla
- 1941: Carl Peters
- 1941: Familienanschluß
- 1941: Turbina
- 1942: Violanta
- 1942: Himmel, wir erben ein Schloß!
- 1943: Die Jungfern vom Bischofsberg
- 1943: Das schwarze Schaf
- 1944: Komm zu mir zurück!